# Dodge Charger (2005)
La Dodge Charger III è un'autovettura mid-size costruita dalla casa automobilistica statunitense Dodge dal 2005 fino al 22 dicembre 2023.

## La serie

### Terza generazione (LX): 2006-2010

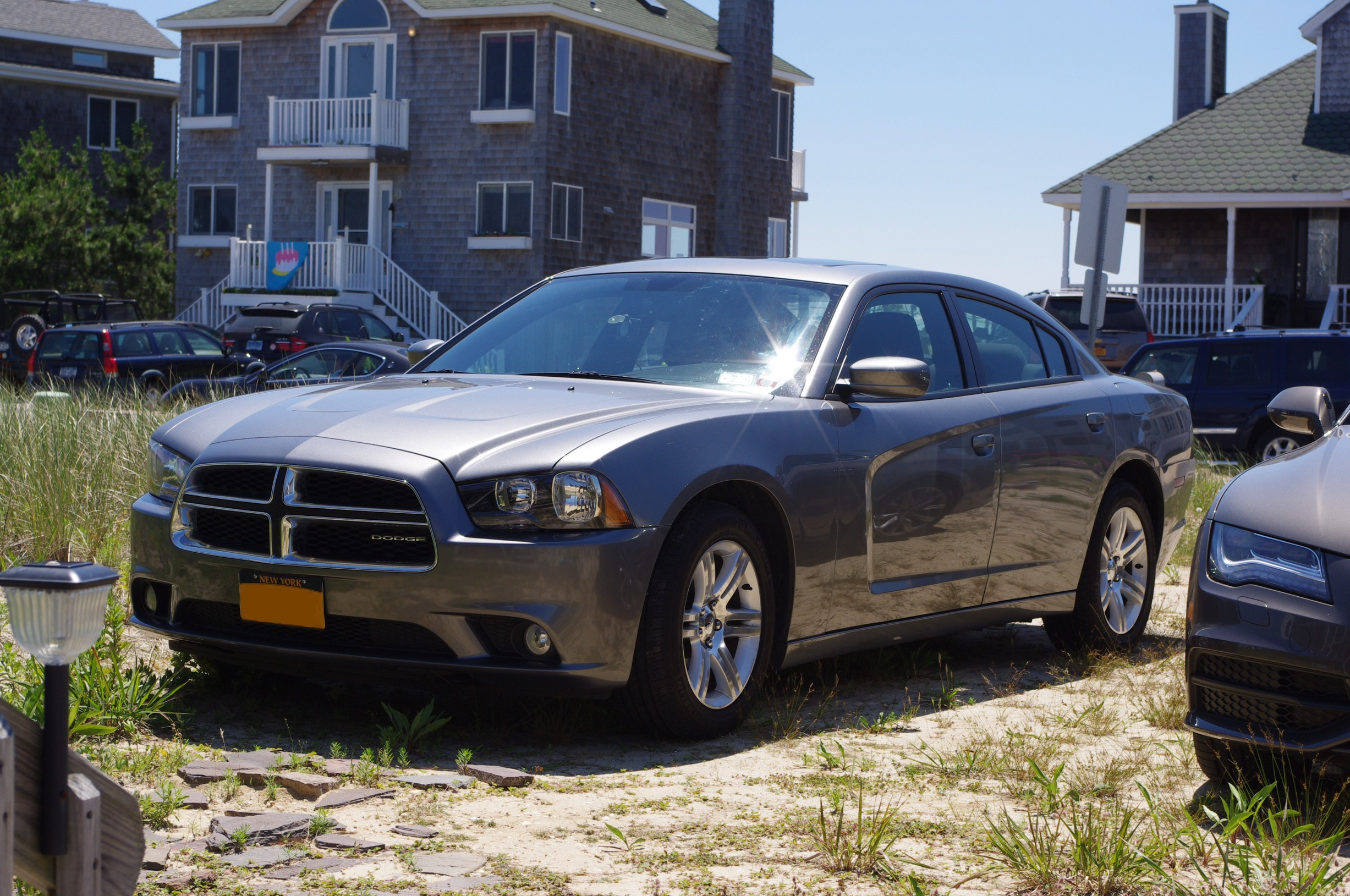
Charger di quarta generazione

Una prima concept della terza generazione della Charger venne esposta nel 2000. Doveva essere dotata di un propulsore V8 4.7 alimentato a benzina dalla potenza di 325 CV in grado di far accelerare la vettura da 0 a 100 km/h in 5,3 secondi. Il motore era poi gestito da un cambio manuale a 5 rapporti. Purtroppo il progetto naufragò per gli alti costi di sviluppo del nuovo sistema di alimentazione.
La Dodge Charger è stata successivamente riproposta nel 2006; si tratta di una berlina 3 volumi basata sulla piattaforma LX condivisa con la Chrysler 300C (infatti non segue i lineamenti caratteristici della muscle car, pur avendo una linea massiccia è disponibile in versione quattro porte e non riprende la linea né della prima né della seconda serie, tornando inoltre mid-size come la prima serie).

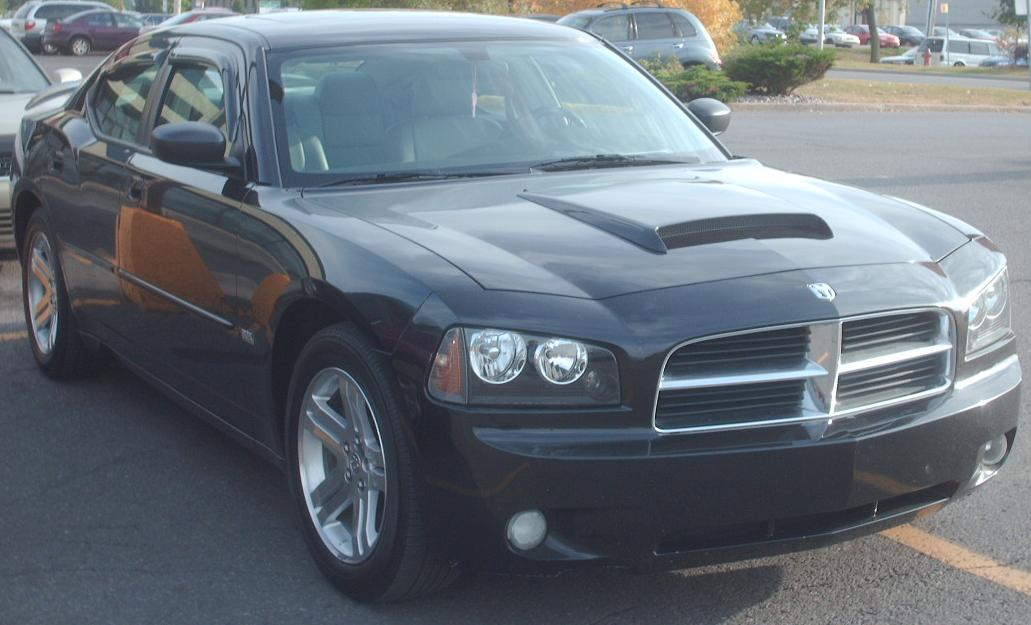
La Dodge Charger R/T

I modelli e le rispettive motorizzazioni sono:
- Charger SE: 2.7L V6 Hemi da 178 CV
- Charger SE Plus/Charger SXT:3.5L V6 Hemi da 250 CV
- Charger R/T: 5.7L V8 Hemi da 340 CV
- Charger SRT8: 6.1L V8 Hemi da 425 CV

La Charger SRT8 dotata del propulsore Hemi da 425 CV riesce a passare da 0 a 100 km/h in 5 secondi, toccando una velocità massima di 265 km/h. Come ruote impiega cerchioni a 5 razze da 20 pollici in alluminio forgiato inseriti in pneumatici Goodyear Supercar F1 con battistrada asimmetrico con misure di 245/45/20 nella parte anteriore e 255/45/20 al posteriore. L'impianto frenante è costituito da freni a disco Brembo (di colore rigorosamente rosso, come impone la tradizione SRT) di misura 360 x 32 mm anteriormente e 350 x 26 mm nella parte posteriore.

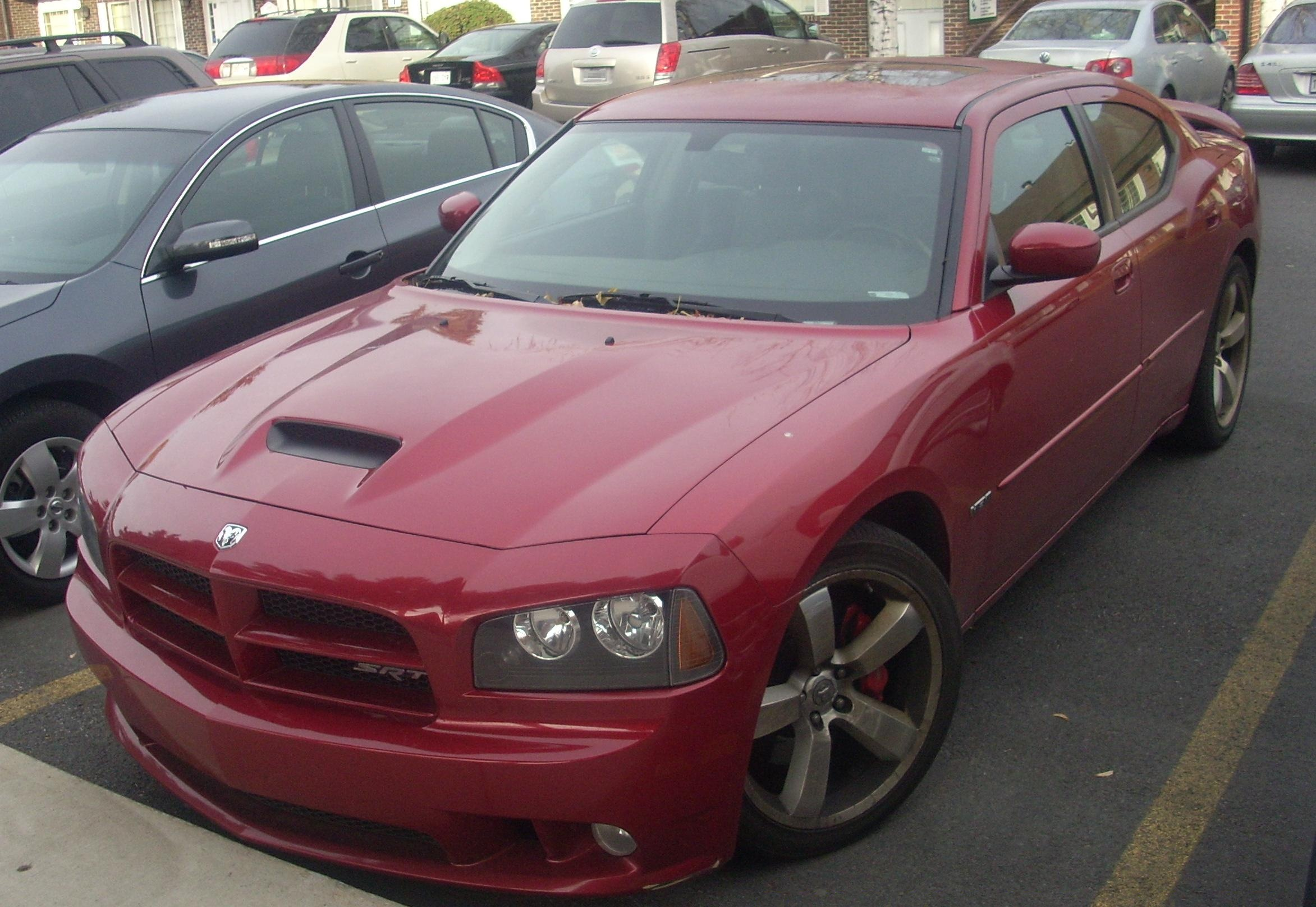
La Dodge Charger SRT-8

Il frontale della SRT8 è stato migliorato con diverse prese d'aria per raffreddare il propulsore e i freni. Sul cofano posteriore è stato posizionato uno spoiler per migliorare la tenuta di strada. Tre colori per la carrozzeria sono disponibili: Bright Silver, Brilliant Black ed Inferno Red Pearlcoat Crystal.
Per quanto riguarda gli interni, sono realizzati in pelle scamosciata e i sedili (disponibili nella colorazione Dark Slate Grey/Luce Graystone) hanno una foggia sportiva ispirata alle vetture da competizione. Il volante è realizzato in pelle e fibra di carbonio. Sono disponibili vari optional, tra i quali sedili posteriori riscaldati, airbag laterali, lettore DVD e un sistema Bluetooth che riconosce fino a sette diversi telefoni cellulari e risponde a comandi vocali, utilizzando un microfono nello specchietto retrovisore e gli altoparlanti dell'impianto stereo per conversazioni a mani libere.

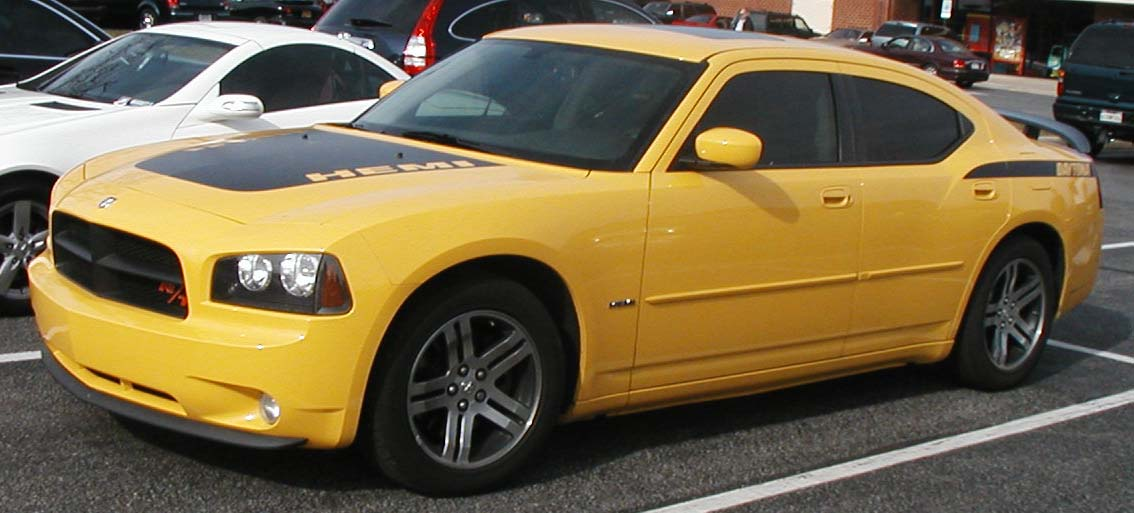
Dodge Charger Daytona R/T MY 2006

Poco dopo l'immissione sul mercato, la Dodge ha subito presentato una versione speciale della Charger, la Daytona R/T. Esteticamente, questa edizione speciale presenta 2 colorazioni speciali, copertura arancione per il motore, varie decalcomanie dei loghi HEMI e R/T, griglia del radiatore a nido d'ape con colorazione nera, cerchi da 18", spoiler posteriore e un nuovo terminale di scarico. Gli interni sono stati realizzati in pelle e presentano anche essi vari loghi R/T. I sedili sono riscaldabili e i pedali regolabili. Meccanicamente, la vettura è stata dotata di vari sistemi di sicurezza come l'ESP, l'ABS e il Traction Control, mentre il propulsore installato è un HEMI 5,7 litri V8 da 350 CV da 390 Nm di coppia a cui è stato aggiunto un sistema di risparmio del carburante Multi-Displacement System.
Nel 2007 è stata prodotta una versione speciale della SRT8, la Super Bee, con una carrozzeria verniciata di giallo con bande nere e con i loghi Super Bee sulle fiancate posteriori. Il propulsore montato è il medesimo della SRT8 normale, e analoghe sono le prestazioni.

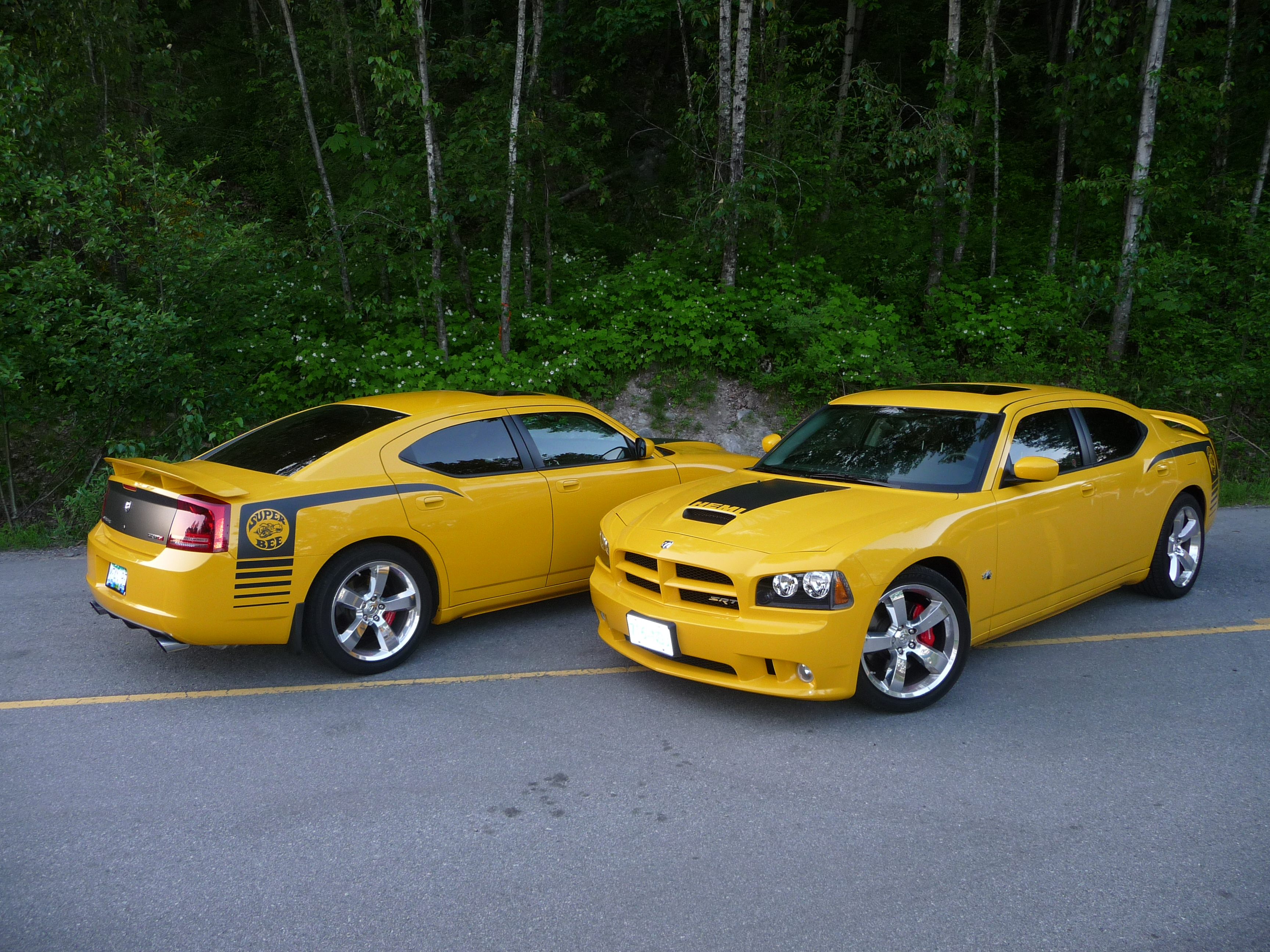
La Dodge Charger SRT8 Super Bee del 2007

Nello stesso anno la Mopar, in collaborazione con la SRT, realizzò una Charger per competere nel campionato di Formula D. Il modello è stato alleggerito con la sostituzione di numerose componenti della vettura con parti in fibra di vetro. Per lo stesso motivo, furono montati cerchi in lega leggera forniti dalla Racing Hart. I freni erano invece realizzati dalla Brembo. Come unità propulsiva venne impiantato un HEMI 392 da 650 CV. La vettura venne affidata al pilota Samuel Hubinette, il quale riuscì ad ottenere diversi successi nel campionato drift.

### Quarta generazione (LD): dal 2011
Con l'avvento del controllo da parte del Gruppo Fiat ha debuttato, nel 2011, una nuova generazione del modello berlina (codice progetto LD), votato all'implemento dei contenuti tecnologici, un grande salto di qualità in materiali e finiture e gli adeguamenti ecologici dei motori.
Della Charger di nuova generazione ne sono stati prodotti diversi esemplari come volanti per i dipartimenti di polizia di diverse città statunitensi.

### Restyling 2014

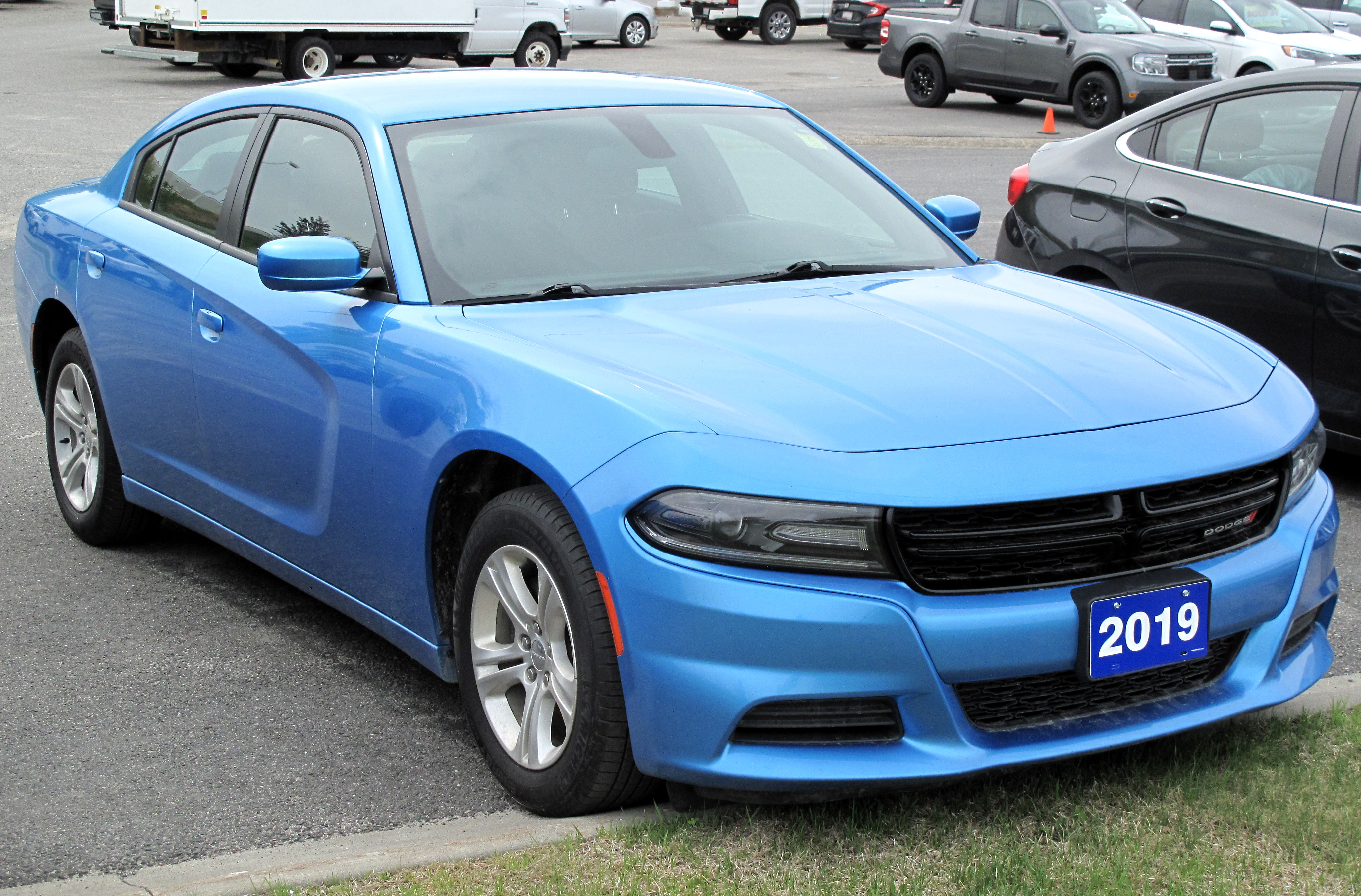
Charger restyling

Nel 2014 la Charger R/T ha subito un restyling e un aggiornamento sia meccanico che di equipaggiamento. Come propulsore era stato montato un HEMI V8 5.7 dalla potenza di 370 CV gestito da un cambio TorqueFlite a otto rapporti e coadiuvato dal sistema 31 MPG Highway. Tale sistema imposta la percorrenza del mezzo su 31 miglia per ogni gallone di carburante consumato. La strumentazione di bordo è stata ampliata con l'aggiunta di nuovi congegni elettronici.

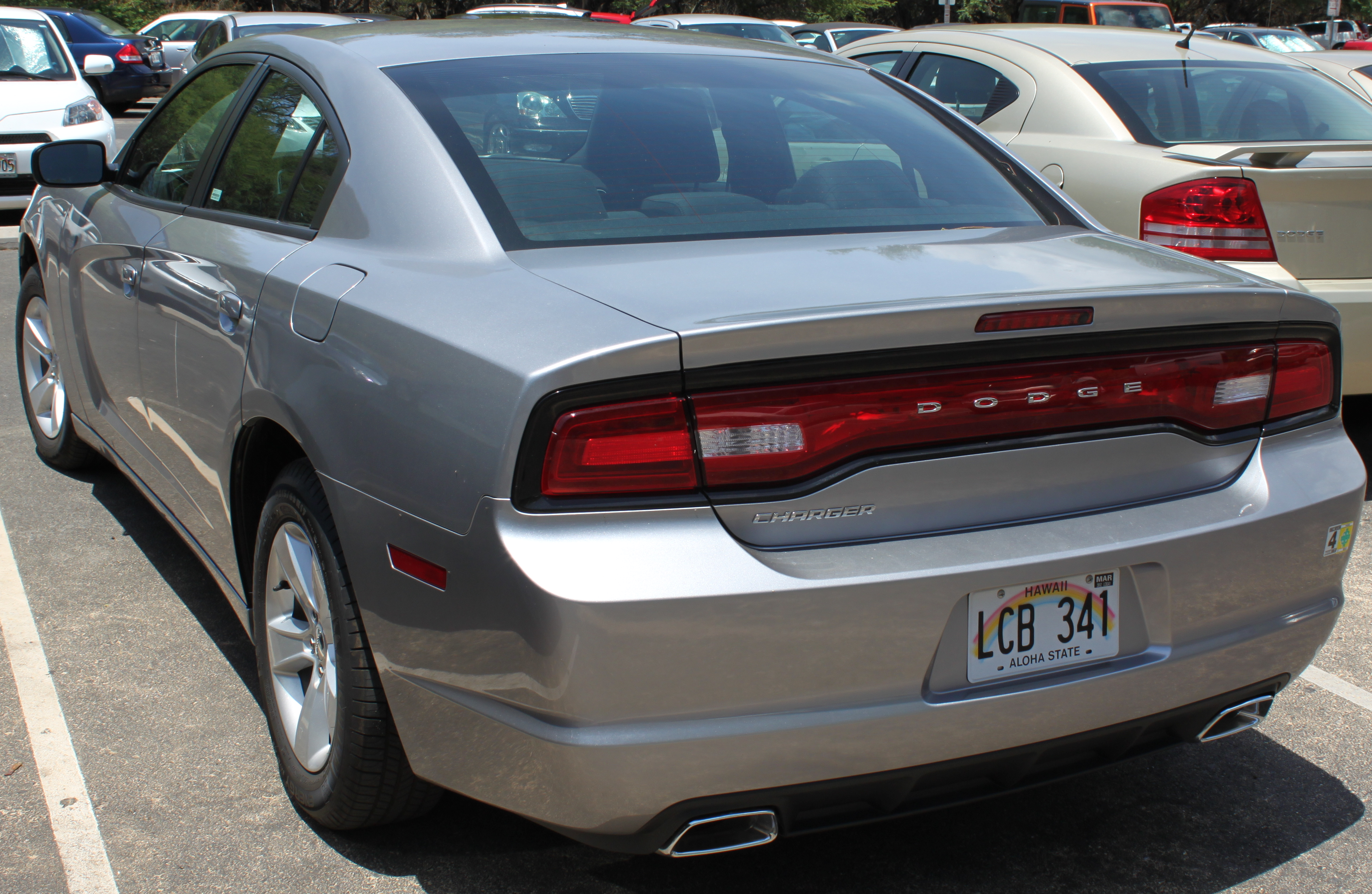
Retro restyling

Nello stesso anno è stata presentata la Charger SRT Hellcat. Tale versione era equipaggiata con un propulsore V8 6.2 gestito da un cambio automatico a otto rapporti con 707 CV di potenza con 880 Nm di coppia. Ciò permetteva il raggiungimento della velocità massima di 328 km/h. Esteticamente vennero introdotte nuove componenti aerodinamiche, nuovi cerchi in lega da 20" e un nuovo impianto di scarico in acciaio inox. Anche gli interni vennero ridisegnati e furono introdotti nuovi materiali come l'Alcantara e il cuoio.